# SAGEM my220V
Sagem my220V – telefon komórkowy wyprodukowany przez firmę SAGEM o konstrukcji typu „slim” (lekki i cienki telefon). Posiada wyświetlacz z 64 tysiącami kolorów oraz baterię Li-Ion o pojemności 680 mAh.